# Conus lizarum
Conus lizarum é uma espécie de gastrópode do gênero Conus, pertencente à família Conidae.